# Marco Bonanomi

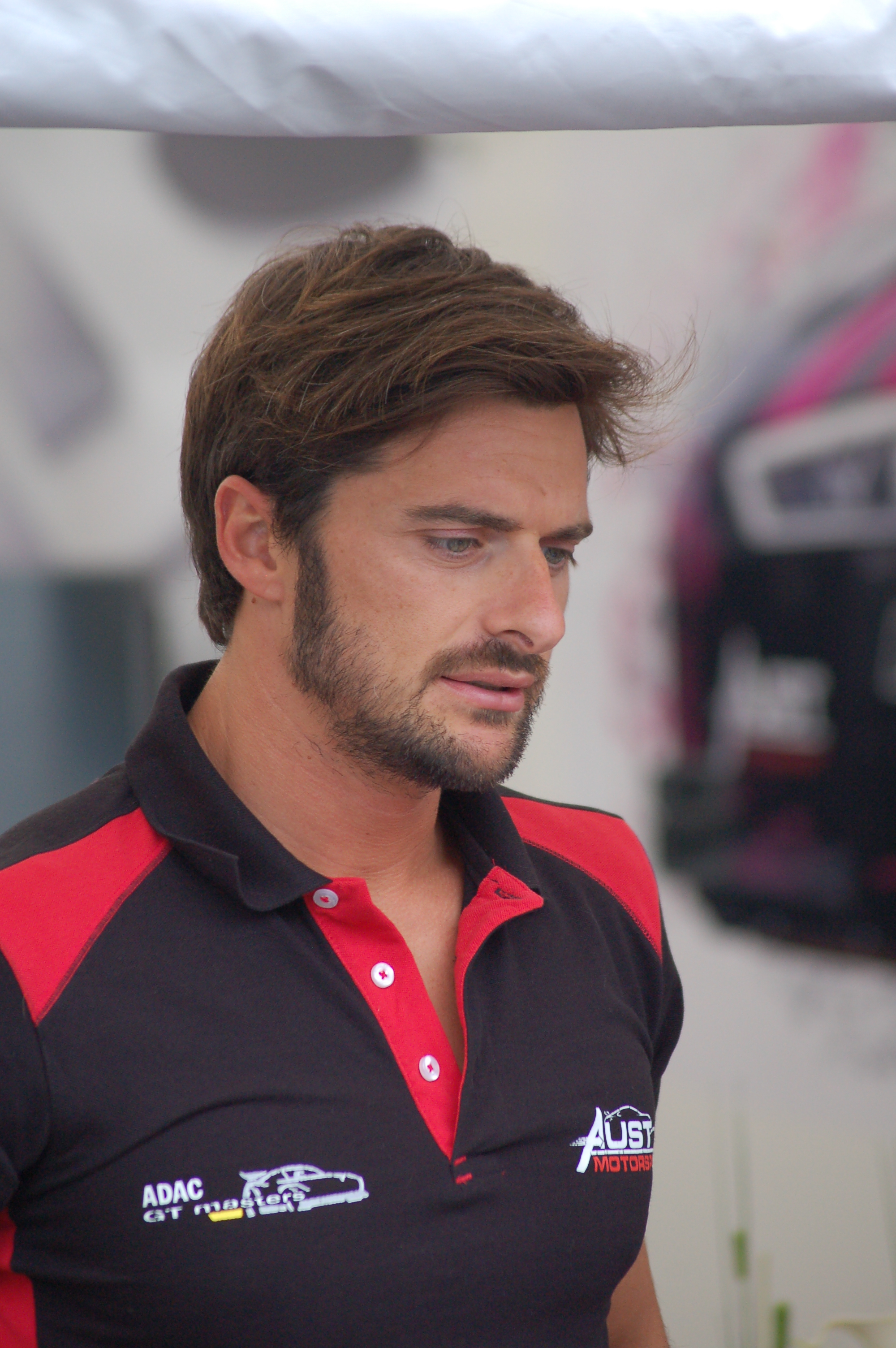
Marco Bonanomi 2016

Marco Bonanomi (* 12. März 1985 in Lecco) ist ein ehemaliger italienischer Automobilrennfahrer.

## Karriere
Bonanomi begann seine Motorsportkarriere 1997 im Kartsport, in dem er bis 2001 aktiv blieb. 2001 debütierte er im Formelsport. Für Cram Competition nahm er an vier Rennen des Formel Renault 2.0 Eurocups und einem Rennen der italienischen Formel Renault teil. 2002 wechselte Bonanomi zu RP Motorsport. Er wurde 15. der italienischen Formel Renault und fuhr bei einigen Rennen des Formel Renault 2.0 Eurocups.
2003 erhielt Bonanomi bei Coloni Motorsport ein Cockpit in der italienischen Formel-3-Meisterschaft. Mit einem Rennsieg wurde er Vierter der Gesamtwertung. Intern unterlag er Christian Montanari mit 77 zu 98 Punkten. 2004 wechselte Bonanomi zum Team Ghinzani in die Formel-3-Euroserie. Mit einem elften Platz als bestem Ergebnis blieb er ohne Punkte und schloss die Meisterschaft auf dem 25. Platz ab. Darüber hinaus fuhr er für das Team Ghinzani und dem Rennstall Corbetta Angelo sechs Rennen der italienischen Formel-3-Meisterschaft, von denen er drei für sich entschied. 2005 bestritt Bonanomi seine zweite Saison in der Formel-3-Euroserie für das Prema Powerteam. Mit einem dritten Platz als bestem Ergebnis erreichte er den elften Gesamtrang.

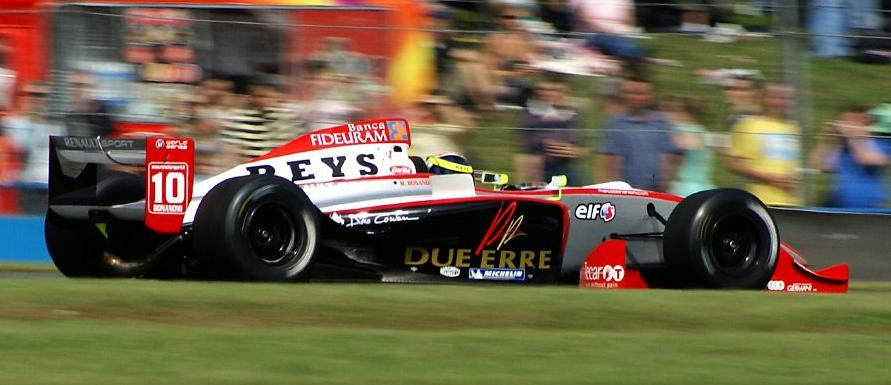
Bonanomi für RC Motorsport fahrend im Donington Park in der Formel Renault 3.5 2007

2006 kehrte Bonanomi zu Coloni zurück, die in diesem Jahr unter dem Namen Fisichella Motor Sport International antraten, und startete in der Euroseries 3000. Er entschied sechs Rennen für sich. Während sein Teamkollege Giacomo Ricci mit 106 Punkten die Meisterschaft gewann, erreichte er mit 94 den zweiten Meisterschaftsrang. Darüber hinaus fuhr er für Tech 1 Racing vier Rennen der Formel Renault 3.5. 2007 bestritt Bonanomi die vollständige Saison der Formel Renault 3.5 für RC Motorsport. Er wurde zweimal Dritter und belegte am Saisonende den 13. Gesamtrang. Außerdem fuhr er für Euronova Racing bei einigen Rennen der neugegründeten internationalen Formel Master. Dort lag er auf dem 15. Platz in der Fahrerwertung. 2008 war Bonanomi zunächst für Piquet Sports in der neuen GP2-Asia-Serie aktiv und gewann das letzte Saisonrennen in Dubai. In der Gesamtwertung belegte er den zwölften Platz. Anschließend fuhr Bonanomi für Comtec Racing in der Formel Renault 3.5. Mit einem zweiten Platz als bestem Ergebnis verbesserte er sich auf den elften Platz im Gesamtklassement.
Anfang 2009 startete Bonanomi erneut in der GP2-Asia-Serie und ersetzte bei Meritus zum dritten Rennwochenende Alex Yoong. Er blieb punktelos. Anschließend kehrte er in die Euroseries 3000 zurück. Nach zwei Veranstaltungen für Bull Racing wechselte er zu Coloni. Er gewann vier Rennen und wurde Gesamtzweiter hinter Will Bratt. Die beiden Fahrer waren punktgleich und hatten dieselbe Sieganzahl. Bratt entschied die Meisterschaft für sich, da er mehr zweite Plätze als Bonanomi belegt hatte.
2010 wechselte Bonanomi in den GT-Sport und wurde Audi-Werksfahrer in der italienischen GT-Meisterschaft. Zusammen mit seinem Teamkollegen Filipe Albuquerque belegte er mit zwei Siegen den zweiten Rang. 2011 hatte Bonanomi in der italienischen GT-Meisterschaft wechselnde Teamkollegen. Er gewann vier Rennen und entschied die Fahrerwertung für sich. 2012 erhielt Bonanomi bei Belgian Audi Club WRT ein Cockpit in der Blancpain Endurance Series. Mit einer Podest-Platzierung erreichte er den zwölften Platz in der Wertung GT3 Pro Cup. Darüber hinaus debütierte er für Audi Sport North America beim 24-Stunden-Rennen von Le Mans. Dabei wurde er zusammen mit Oliver Jarvis und Mike Rockenfeller Dritter.
Nach einem Jahr ohne Renneinsätze trat Bonanomi 2014 nur zu einzelnen Rennen an. Er bestritt zwei Rennen in der FIA-Langstrecken-Weltmeisterschaft (WEC) und je ein Rennen in der United SportsCar Championship (USCC) und der Blancpain Endurance Series. 2015 fuhr Bonanomi für ISR Racing in der Blancpain Sprint Series und der Blancpain Endurance Series. In beiden Serien erreichte er den 15. Gesamtrang. Außerdem ging er erneut zu zwei Rennen der FIA-Langstrecken-Weltmeisterschaft an den Start. Darüber hinaus führte er zwei Gaststarts im Audi Sport TT Cup durch.
2016 war Bonanomi erneut ohne permanentes Rennengagement. Im GT-Sport fuhr er Rennen in der ADAC GT Masters, im Blancpain GT Series Sprint Cup, in der australischen GT-Meisterschaft und der australischen Langstreckenmeisterschaft. Darüber hinaus kehrte er 2016 zwischenzeitlich in den Formelsport zurück und bestritt für RP Motorsport zwei Rennen in der Formel V8 3.5, in der Bonanomi bereits aktiv war, als sie noch Formel Renault 3.5 hieß.

## Statistik

### Karrierestationen
| - 1997–2001: Kartsport - 2001: Formel Renault 2.0 Eurocup (Platz 43) - 2001: Italienische Formel Renault - 2002: Italienische Formel Renault (Platz 15) - 2002: Formel Renault 2.0 Eurocup - 2003: Italienische Formel 3 (Platz 4) - 2004: Formel-3-Euroserie (Platz 25) - 2004: Italienische Formel 3 (Platz 6) - 2005: Formel-3-Euroserie (Platz 11) - 2006: Euroseries 3000 (Platz 2) - 2006: Formel Renault 3.5 (Platz 31) - 2007: Formel Renault 3.5 (Platz 13) | - 2007: Internationale Formel Master (Platz 15) - 2008: GP2-Asia-Serie (Platz 12) - 2008: Formel Renault 3.5 (Platz 11) - 2009: GP2-Asia-Serie (Platz 22) - 2009: Euroseries 3000 (Platz 2) - 2010: Italienische GT-Meisterschaft, GT3 (Platz 2) - 2011: Italienische GT-Meisterschaft, GT3 (Meister) - 2012: Blancpain Endurance Series, Pro (Platz 12) - 2014: WEC (Platz 22) - 2014: USCC, GTD (Platz 77) - 2014: Blancpain Endurance Series, Pro-Am (Platz 19) - 2015: Blancpain Sprint Series (Platz 15) | - 2015: Blancpain Endurance Series, Pro (Platz 15) - 2015: WEC (Platz 12) - 2016: Formel V8 3.5 (Platz 18) - 2016: Blancpain GT Series Sprint Cup - 2016: ADAC GT Masters - 2016: Australische GT-Meisterschaft - 2016: Australische Langstrecken-Meisterschaft - 2017: FIA-Langstrecken-Weltmeisterschaft (Platz 36) - 2019: Intercontinental GT Challenge - 2020: Italienische GT-Meisterschaft, GT3 (Platz 25) - 2021: International GT Open |

### Einzelergebnisse in der Formel Renault 3.5 / Formel V8 3.5
| Jahr | Team                    | 1   | 2   | 3   | 4   | 5   | 6   | 7   | 8   | 9   | 10  | 11  | 12  | 13  | 14  | 15  | 16  | 17  | 18  | Punkte | Rang |
| ---- | ----------------------- | --- | --- | --- | --- | --- | --- | --- | --- | --- | --- | --- | --- | --- | --- | --- | --- | --- | --- | ------ | ---- |
| 2006 | Tech 1 Racing           | ZOL | ZOL | MON | IST | IST | MIS | MIS | SPA | SPA | NÜR | NÜR | DON | DON | LMS | LMS | CAT | CAT |     | 5      | 31.  |
| 2006 | Tech 1 Racing           |     |     |     |     |     |     |     | DNF | 8   | 9   | DNF |     |     |     |     |     |     |     | 5      | 31.  |
| 2007 | RC Motorsport           | MNZ | MNZ | NÜR | NÜR | MON | HUN | HUN | SPA | SPA | DON | DON | MAG | MAG | EST | EST | CAT | CAT |     | 44     | 13.  |
| 2007 | RC Motorsport           | 3   | 18  | 6   | DNF | 10  | DNQ | DNF | 9   | DNF | 7   | 3   | DNF | 24  | 11  | 8   | 20  | DNF |     | 44     | 13.  |
| 2008 | Red Devil Comtec Racing | MNZ | MNZ | SPA | SPA | MON | SIL | SIL | HUN | HUN | NÜR | NÜR | LMS | LMS | EST | EST | CAT | CAT |     | 56     | 11.  |
| 2008 | Red Devil Comtec Racing | DNF | DSQ | 4   | 2   | 13  | 8   | 9   | 5   | 13  | DNF | 4   | 5   | 11  | DNF | 5   | DNF | DNS |     | 56     | 11.  |
| 2016 | RP Motorsport           | ALC | ALC | HUN | HUN | SPA | SPA | LEC | LEC | SIL | SIL | SPI | SPI | MNZ | MNZ | JER | JER | CAT | CAT | 3      | 18.  |
| 2016 | RP Motorsport           |     |     |     |     |     |     |     |     |     |     | 9   | 10  |     |     |     |     |     |     | 3      | 18.  |

### Le-Mans-Ergebnisse
| Jahr | Team                     | Fahrzeug                | Teamkollege        | Teamkollege       | Platzierung | Ausfallgrund |
| ---- | ------------------------ | ----------------------- | ------------------ | ----------------- | ----------- | ------------ |
| 2012 | Audi Sport North America | Audi R18 ultra          | Mike Rockenfeller  | Oliver Jarvis     | Rang 3      |              |
| 2014 | Audi Sport Team Joest    | Audi R18 e-tron quattro | Filipe Albuquerque | Oliver Jarvis     | Ausfall     | Unfall       |
| 2015 | Audi Sport Team Joest    | Audi R18 e-tron quattro | Filipe Albuquerque | René Rast         | Rang 7      |              |
| 2017 | ByKolles Racing Team     | ENSO CLM P1/01          | Oliver Webb        | Dominik Kraihamer | Ausfall     | Motorschaden |

### Einzelergebnisse in der FIA-Langstrecken-Weltmeisterschaft
| Saison | Team                     | Rennwagen | 1   | 2   | 3   | 4   | 5   | 6   | 7   | 8   | 9   |
| ------ | ------------------------ | --------- | --- | --- | --- | --- | --- | --- | --- | --- | --- |
| 2012   | Audi Sport North America | Audi R18  | SEB | SPA | LEM | SIL | SAO | BAH | FUJ | SHA |     |
| 2012   | Audi Sport North America | Audi R18  |     | 3   | 3   |     |     |     |     |     |     |
| 2014   | Audi Sport Team Joest    | Audi R18  | SIL | SPA | LEM | AUS | FUJ | SHA | BAH | SAO |     |
| 2014   | Audi Sport Team Joest    | Audi R18  |     | 6   | DNF |     |     |     |     |     |     |
| 2015   | Audi Sport Team Joest    | Audi R18  | SIL | SPA | LEM | NÜR | AUS | FUJ | SHA | BAH |     |
| 2015   | Audi Sport Team Joest    | Audi R18  |     | 4   | 7   |     |     |     |     |     |     |
| 2017   | Team Kolles              | CLM P1/01 | SIL | SPA | LEM | NÜR | MEX | AUS | FUJ | SHA | BAH |
| 2017   | Team Kolles              | CLM P1/01 |     |     | DNF | 14  |     |     |     |     |     |